# كلاوديو فريري
كلاوديو فريري هو منافس ألعاب قوى برازيلي، ولد في 17 أبريل 1957.

## وصلات خارجية
- كلاوديو فريري على موقع أوليمبيديا (الإنجليزية)